# Tragedia en Choluteca
La tragedia en Choluteca se refiere a un accidente ocurrido el 29 de junio de 1965 en el cerro de Chinchayote, municipio del Corpus, departamento de Choluteca, al sur de Honduras. Un autobús con 52 pasajeros, en su mayoría costarricenses, sufrió un desperfecto mecánico, precipitándose a un barranco de 25 metros de profundidad y cobrándose la vida de 34 personas.
El autobús se encontraba principalmente ocupado por niños, pertenecientes a un grupo de ballet, quienes viajaban a Tegucigalpa para realizar un evento benéfico.